# قرار مجلس الأمن التابع للأمم المتحدة رقم 1006
قرار مجلس الأمن التابع للأمم المتحدة رقم 1006، الذي اتخذ بالإجماع في 28 يوليو 1995، بعد التذكير بالقرارات السابقة بشأن إسرائيل ولبنان بما في ذلك 501 (1982) و 508 (1982) و 509 (1982) و 520 (1982) بالإضافة إلى دراسة تقرير الأمين العام بطرس بطرس غالي عن قوة الأمم المتحدة المؤقتة في لبنان (اليونيفيل) المعتمدة في 426 (1978)، وافق المجلس على تمديد ولاية اليونيفيل لستة أشهر أخرى حتى 31 يناير 1996.
ثم أعاد المجلس التأكيد على ولاية القوة وطلب من الأمين العام مواصلة المفاوضات مع حكومة لبنان والأطراف المعنية الأخرى فيما يتعلق بتنفيذ القرارين 425 (1978) و 426 (1978) وتقديم تقرير عن ذلك.
كما تم إدانة عدد من الهجمات الأخيرة على اليونيفيل وتم حث جميع الأطراف على وضع حد لها. وتم الاتفاق على تدابير تتعلق بتبسيط القوة المؤقتة، مشدداً على أن القدرة التشغيلية للقوة لن تتأثر.

## روابط خارجية
- نص القرار في undocs.org